# Paris by Night (A Parisian Musical Experience)
Paris By Night (A Parisian Musical Experience) è il nono album studio del dj e produttore francese Bob Sinclar, pubblicato il 2 aprile 2013 in formato digitale e disponibile nei negozi di dischi dal 23 aprile 2013.

## Produzione e pubblicazione
L'ultima settimana di marzo 2013, Bob Sinclar annunciò sulla sua pagina Facebook l'uscita di un nuovo album intitolato Paris By Night, prevista per il 2 aprile. L'album è stato prodotto da Bob Sinclar, Erik Hagleton e Mark O' Mariotti in collaborazione con altri giovani dj della Yellow Productions ed è stato pubblicato in esclusiva il 2 aprile 2013 in formato digitale sul sito di e-commerce francese Vente-privee.com per tre settimane. In una video intervista privata per Max Musica, il dj ha dichiarato di aver scelto Vente-privee.com per sperimentare un nuovo modo di vendere e promuovere il suo nuovo album e per renderlo più accessibile a tutti grazie a un prezzo privilegiato. Dopo le tre settimane di vendita esclusiva, l'album è stato messo in vendita nei negozi di dischi.
Il titolo dell'album (in italiano Parigi di notte - Un'esperienza musicale parigina) è un richiamo alla vita notturna parigina, con particolare riferimento al quartiere Pigalle, noto per il Moulin Rouge, i sex shop e gli strip club. Ma come afferma l'artista, il titolo si riferisce anche alla vita notturna di tutte le altre capitali del divertimento.

## Le sonorità e i brani
Paris By Night è un album caratterizzato da un mix di sonorità dance ed electro e sonorità jazz, ritmi latini e influenze russe. Inoltre, come afferma egli stesso nell'intervista per Max Musica: «Nell'album si ritrovano sonorità molto differenti, con ambienti burlesque e di cabaret combinati ad una musica da DJ»..
L'album è composto da 15 brani per una durata totale di 1 ora e 31 minuti. Nella tracklist è presente il brano Far l'amore che era stato già pubblicato come singolo estratto dall'album precedente, Disco Crash. Inoltre, sono presenti due remix, uno di Nicolas Monier e Trackstorm, l'altro di Erik Hegleton, co-produttore dell'album.

## Tracce
1. Summer Moonlight – 7:07
2. Groupie – 5:04
3. No No No No (feat. Mister Shammi) (Nicolas Monier & Trackstorm Remix) – 5:45
4. Gipsymen (feat. Erik Hagleton) – 4:41
5. C'est la vie (feat. Mark O' Mariotti) – 5:35
6. Far l'amore (feat. Raffaella Carrà) – 6:26
7. Russian Groove (feat. Erik Hagleton) – 6:08
8. My Guitar – 5:20
9. Paris By Night (Je cherce après Titine) – 6:22
10. Mambo Explosion (feat. Nick & Danny) – 6:55
11. Sea Lion Woman – 5:58
12. Together Fover – 7:32
13. Samba in Hell (Erik Hegleton Remix) – 6:40
14. Let Me Tell U Something (Bob Sinclar vs Garrett & Ojelay) – 5:43
15. Cinderella (She Said Her Name) – 5:58

Durata totale: 91:14

## Classifiche
| Classifica | Posizione raggiunta |
| ---------- | ------------------- |
| Francia    | 114                 |